# Daniel Muñoz (cyclisme)
Pour les articles homonymes, voir Daniel Muñoz et Muñoz.
Muñoz  Giraldo est un nom espagnol. Le premier nom de famille, en général paternel, est Muñoz ; le second, en général maternel, souvent omis, est Giraldo.
Daniel Felipe Muñoz Giraldo, né le 21 novembre 1996 à San Rafael (département d'Antioquia), est un coureur cycliste colombien. Il évolue au sein de l'équipe EPM-Go Rigo Go.

## Biographie
En 2019, il rejoint l'équipe continentale professionnelle Androni Giocattoli-Sidermec de Gianni Savio.

## Palmarès et résultats

### Palmarès par année
- 2018
  - 3e étape de la Vuelta de la Juventud (contre-la-montre)
  - 3e de la Clásica de Anapoima
- 2019
  - Tour de Bihor : 
    - Classement général
    - 2e étape b

  - 2e du Sibiu Cycling Tour
- 2021
  - 3e étape du Tour de Roumanie
- 2024
  - 1re étape de la Vuelta al Tolima
  - 1re étape de la Clásica de Girardot

### Classements mondiaux
| Année                                 | 2018  | 2019 | 2020  | 2021 | 2022  | 2023  |
| ------------------------------------- | ----- | ---- | ----- | ---- | ----- | ----- |
| Classement mondial                    | 3133e | 275e | 1337e | 517e | 2511e | 3159e |
| UCI Europe Tour                       | 2079e |      |       |      |       |       |
| UCI America Tour                      | nc    | 27e  | 113e  | 51e  | 429e  | nc    |
|                                       |       |      |       |      |       |       |
| Légende : nc = non classéSource : UCI |       |      |       |      |       |       |